# Freight Train (Album)
Freight Train ist ein Jazzalbum von Paul Clarvis, Liam Noble und Cathy Jordan. Die im Juli 2020 und Januar 2022 entstandenen Aufnahmen erschienen am 9. Dezember 2022 auf dem Label Village Life. Die Aufnahmen waren Teil eines Videos, das von der Organisation Jazz West Midlands in Auftrag gegeben wurde.

## Hintergrund
Die irische Folk-Sängerin Cathy Jordan nahm mit Paul Clarvis und Liam Noble an Perkussion bzw. Klavier eine Reihe von Songs auf, die von Duke Ellington („Mood Indigo“), Paul Lincke („Das Glühwürmchen“ aus Lysistrata, 1902), Porter Grainger („Ain't Nobodys Business“), Nick Lowe bis Mose Allison reichen. „Truly Scrumptious“ ist ein Song aus dem Musikfilm Tschitti Tschitti Bäng Bäng (1968); „Somewhere“ von Leonard Bernstein ist die einzige Instrumentalnummer des Albums. Der Titelsong „Freight Train“ ist ein amerikanisches Volkslied, das von Elizabeth Cotten Anfang des 20. Jahrhunderts geschrieben wurde und während des amerikanischen Folk Revival und der britischen Skiffle-Periode der 1950er- und 1960er-Jahre populär wurde, etwa in der Version von Nancy Whiskey und der Chas McDevitt Skiffle Group 1957.

## Titelliste
- Paul Clarvis, Liam Noble, Cathy Jordan: Freight Train (Village Life)

1. Dear Someone (Mose Allison) 5:46
2. Don't Worry About a Thing (Gillian Welch) 2:44
3. Freight Train (Elizabeth Cotten) 3:10
4. The Beast in Me (Nick Lowe) 5:03
5. The Glow Worm (Paul Lincke, Heinz Molten-Backers) 3:15
6. Mood Indigo (Duke Ellington, Barney Bigard) 4:33
7. Truly Scrumptious (Robert B. Sherman & Richard M. Sherman) 3:20
8. Isle of Innisfree (Dick Farilly) 5:33
9. If You're Going to the City (Mose Allison) 2:39
10. Somewhere (Leonard Bernstein, Stephen Sondheim) 3:44
11. Ain’t Nobodys Business (Porter Grainger, Everett Robbins) 3:38
12. Top 40 (Mose Allison) 2:29
13. Was (Mose Allison) 4:08

## Rezeption
Dave Gelly schrieb im Guardian, die folkige Stimme Cathy Jordans werde in „Don’t Worry About a Thing“ zu einem harten, mahnenden Blues, perfekt zu Mose Allisons einzigartiger Mischung aus bodenständigem Blues und ironischem Großstadtwitz passend. Die anderen Stücke des Albums seien hauptsächlich Songs aus der Vergangenheit, doch stets mit etwas denkwürdigem versehen, „The Glow Worm“ mit seinem cleveren Liedtext, das sehnsüchtige „Isle of Innisfree“, das hier von einem namenlosen Pfeifer unterstützt werde; des Weiteren Duke Ellingtons „Mood Indigo“, das eine weitere, dunklere Seite von Jordans bemerkenswerter Stimme offenbare. Eine längst vergessene Melodie, die man plötzlich wieder hören würde, könne wie Klebstoff an einem haften bleiben, etwa das Titelstück „Freight Train“, [in England] ein Hit Mitte der 1950er-Jahre.